# Die Kunst (magazine)
Die Kunst für Alle, devenu Die Kunst, et enfin, à partir de 1949, Die Kunst und das schöne Heim, est un magazine d'art allemand édité entre 1885 et 1988, initialement publié par Bruckmann Verlag (de), et plus tard par Karl Thiemig (de) à Munich.

## Histoire du support
En 1885, l'éditeur munichois Friedrich Bruckmann (1814-1898) fonde le périodique Die Kunst für Alle (« L'art pour tous »), dont la direction éditoriale est confiée à Friedrich Pecht, qui conserve ce poste jusqu'à sa mort, en 1903.
En 1897, Bruckmann lance par ailleurs Dekorative Kunst, un magazine consacrés aux arts décoratifs contemporains, qu'il confie à Julius Meier-Graefe ; l'année suivante, une édition française naît à Paris (jusqu'en 1903). L'édition allemande se poursuit jusqu'en 1929.
Selon Anne-Cécile Foulon (2002) : « Vers 1900, Munich fut à la fois un « creuset » artistique et un centre d'édition en effervescence. Diverses revues d'art y virent le jour et servirent de vecteurs aux idées nouvelles. F. Bruckmann Verlag y furent pionnier en matière d'édition d'art. Son engagement sans réserve pour les arts, combiné à une grande exigence de qualité, une volonté de démocratisation et d'éducation populaire, caractérisa sa politique éditoriale et conduisit l'éditeur à mettre progressivement en place plusieurs revues modernes d'art, de Die Kunst für Alle à Die Kunst, en passant par Dekorative Kunst et son homologue et pendant français L'Art décoratif ».
À partir de 1900, le titre de Die Kunst für Alle devient Die Kunst, avec comme sous-titre Monatsheft für freie und angewandte Kunst (« Magazine mensuel des beaux-arts et des arts appliqués »). Le prix de vente au numéro est de 1 mark. Deux déclinaisons apparaissent : l'une sous-titrée Freie Kunst (art libre), et une autres, sous-titrée Angewandte Kunst (arts appliqués), et qui étaient publiées chaque année. Parallèlement, Die Kunst für alle continue de paraître sous son propre titre : les éditeurs responsables étaient pour l'art libre, l'éditeur d'art Fritz Schwartz, et pour les arts appliqués, Hugo Bruckmann (1863-1941), le fils de Friedrich Bruckmann, co-responsable des éditions Bruckmann avec ses deux autres frères Alfons (1855–1945) et Oskar.  Après 1932, les frères Bruckmann furent des soutiens inconditionnels du nazisme.
Les volumes pairs sont intitulés Angewandte Kunst et paraissent en parallèle et de manière indépendante de 1900 à 1929 sous le titre Dekorative Kunst et de 1930 à 1942-1943 sous le titre Das schöne Heim (« le beau foyer »). Les volumes au nombre impair portaient le sous-titre Freie Kunst et paraissent de 1900 à 1942-1943 sous le titre Die Kunst für Alle ; le mensuel ne paraît pas de 1945 à 1948.
De 1949 à 1984, le titre complet est : Die Kunst und das schöne Heim : Monatsschrift für Malerei, Plastik, Graphik, Architektur und Wohnkultur (« L'art et le beau foyer : revue mensuelle de peinture, de sculpture, de graphisme, d'architecture et d'habitat »). Il paraît aux éditions Thiemig (Munich). À partir de 1980, le sous-titre …und das schöne Heim est occasionnellement supprimé, puis totalement à partir de 1984, pour devenir simplement Die Kunst.
Parmi les auteurs figurent des historiens de l'art connus de l'époque, comme Ludwig Grote (de), Franz Roh, Juliane Roh (de), Gerhard Wietek (de) et Wolfgang von Löhneysen. 
Le dernier numéro paraît en septembre 1988, puis est alors repris par la revue d'art Pan (de) (éditeur Hubert Burda Media).

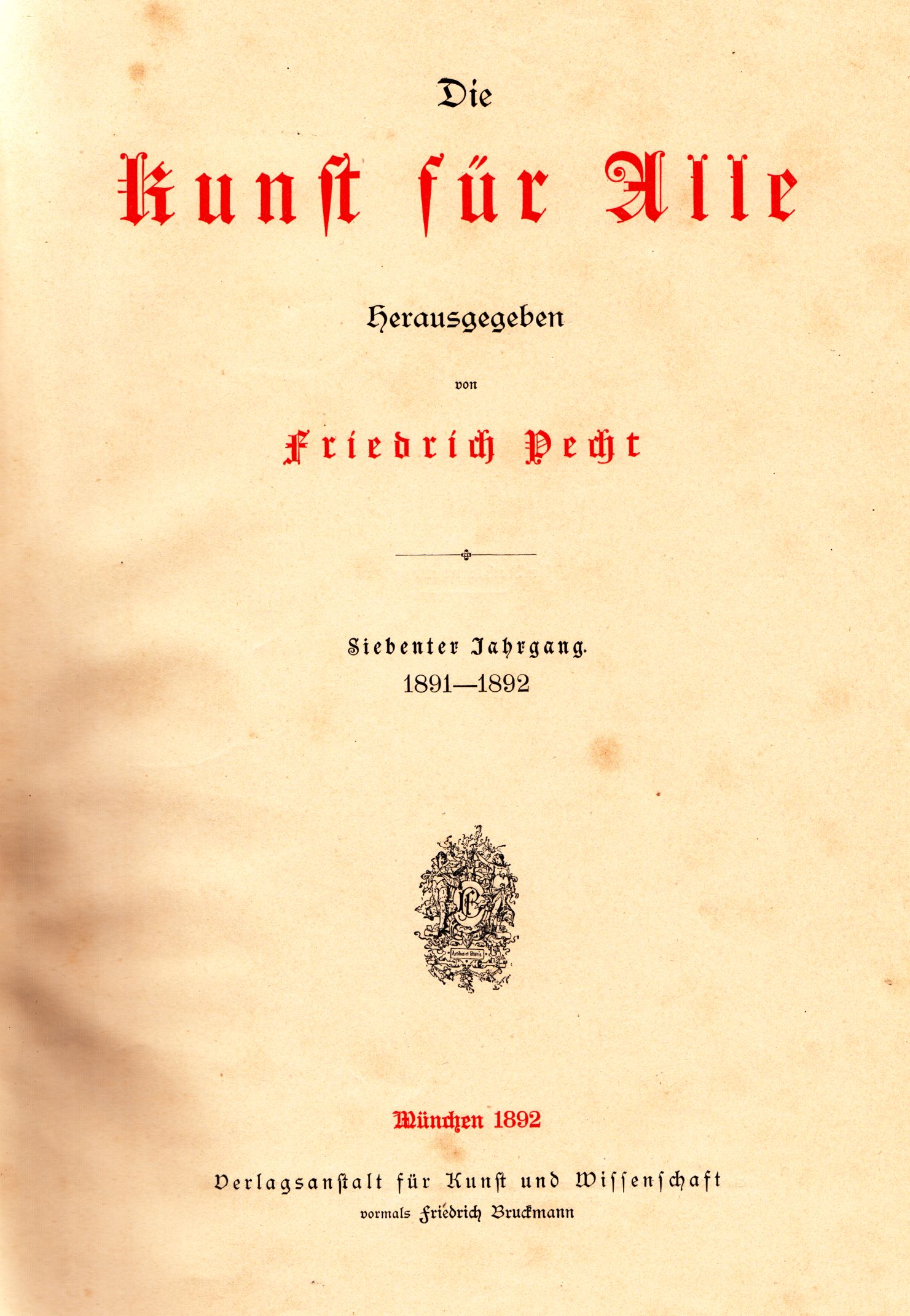
Die Kunst für Alle, couverture du vol. 1891/1892.
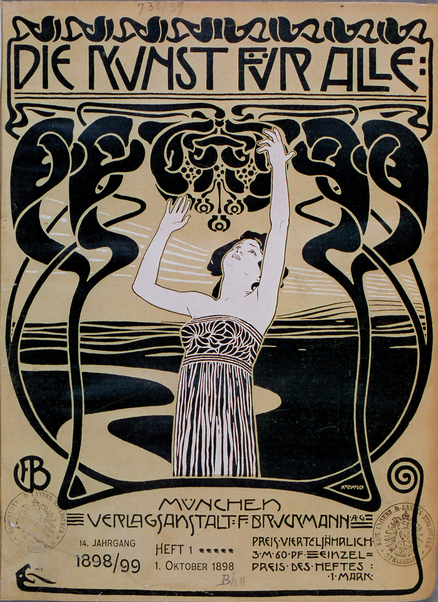
Die Kunst für Alle, couverture de Koloman Moser (1898)
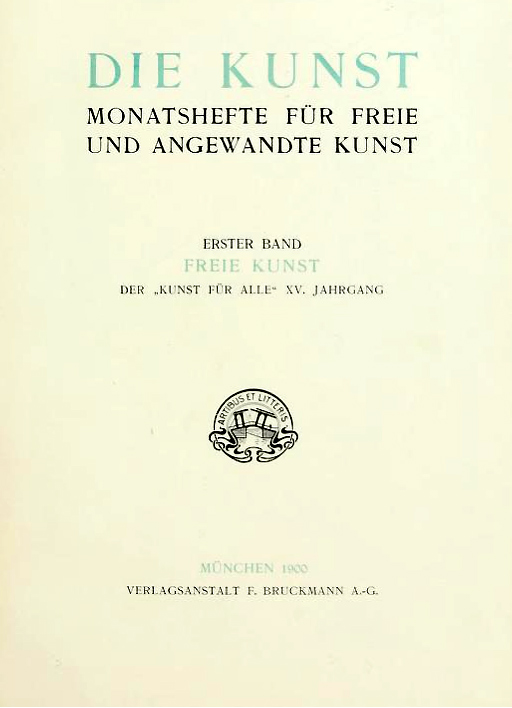
Die Kunst, vol. 1, 1900.
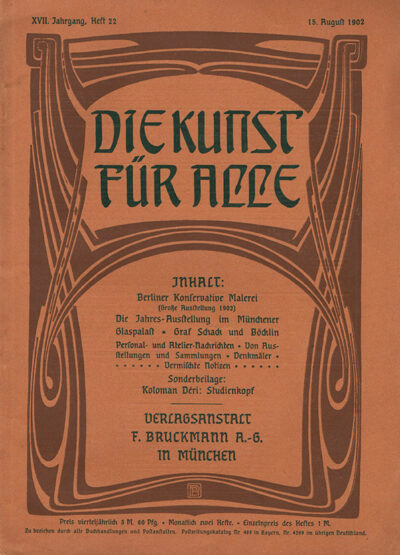
Die Kunst für Alle, couverture de Peter Behrens, août 1902.
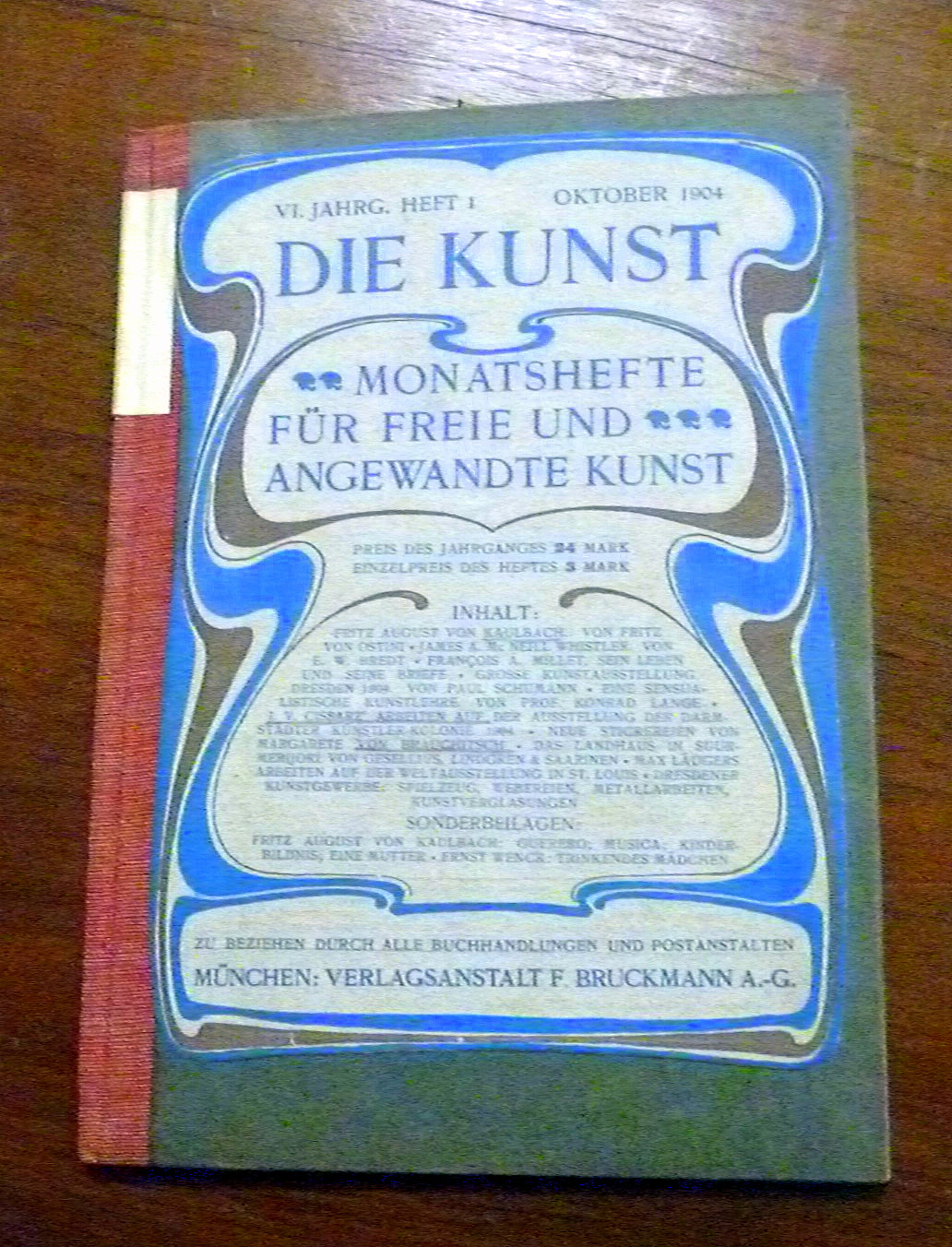
Die Kunst, couverture du vol. 6, 1904.
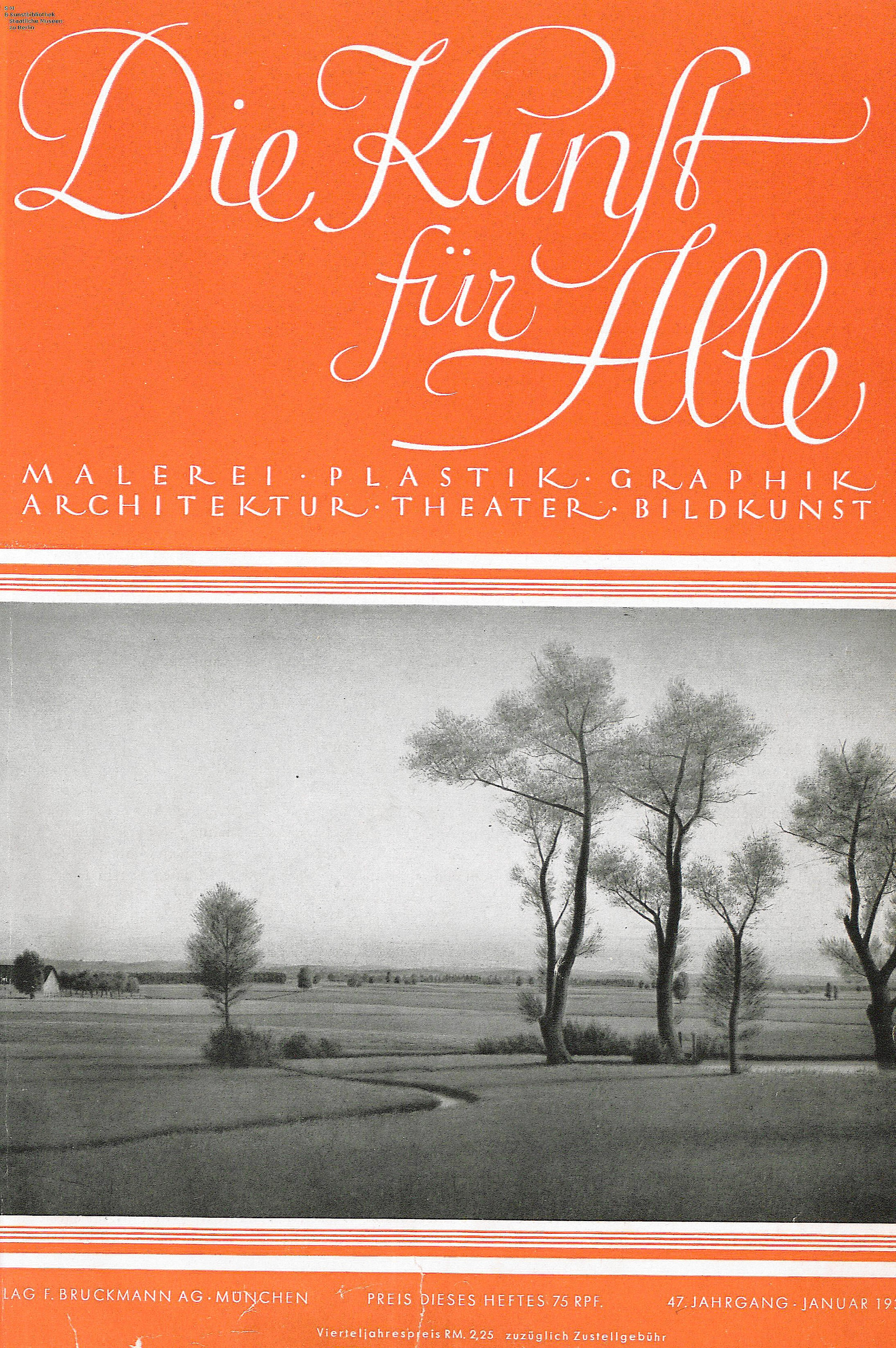
Die Kunst für Alle, couverture (janvier 1934), reproduction d'une œuvre de Georg Schrimpf.

### Évolution graphique
Avec la revue d'art Die Kunst für Alle et la variété de ses couvertures, on peut y lire un résumé de l'histoire du Jugendstil munichois : elle constitue un témoignage particulièrement précieux de l'évolution des arts graphiques de l'époque, comme de celle des artistes qui s'y sont illustrés.
En 1885 et 1895, l'historicisme prévaut, et s'exprime par une esthétique archaïsante, plus conservatrice qu'innovante : les deux premières couvertures à scène allégorique sont conçues, l'une par le peintre Karl Karger en 1885, l'autre par le peintre et graveur Theodor Knesing en 1887. La couverture de l'année 1890 s'exprime dans un style néo-renaissance (volutes et entrelacs) convoqué par l'artiste Rudolf Seitz. Un nouveau changement de couverture intervient en 1895. Elle est alors redessinée par le peintre tchèque Vojtech Adalbert Hynais, déjà dans l'esprit du Jugendstil. En 1898, c'est Koloman Moser qui est chargée de la couverture, ouvrant nettement à la modernité. En 1902, Peter Behrens redessine la couverture en un cadre de lignes entrelacées, remarquables pour leur fluidité et leur élan dynamique. Franz von Stuck conçoit deux couvertures spéciales (non génériques), en 1892 et en 1906. À partir de 1912, une austère couverture géométrique prend place, non signée, continuée jusqu'au début des années 1920. Du milieu des années 1920 à 1945, la couverture est dominée par une photographie en noir et blanc.